# Piraeus Bank
Piraeus Bank Group este o bancă din Grecia înființată în anul 1916.
Banca are o rețea de 902 sucursale în Grecia, Albania, România, Bulgaria, Serbia, Egipt, New York, Londra și Ucraina.
Activele grupului erau de 52,3 miliarde în septembrie 2009.
Piraeus Bank a fost prezentă în România din anul 2000 până în 2018 prin Piraeus Bank România, care avea 180 de sucursale, 1.971 de angajați și active de 2,3 miliarde euro în iunie 2009.